# Portret księcia Józefa na koniu (obraz Juliusza Kossaka)
Portret księcia Józefa na koniu – powstały w 1879 obraz autorstwa polskiego malarza batalisty Juliusza Kossaka.
Obraz znajduje się w kolekcji Muzeum Zamkowego w Łańcucie.
Na obrazie przedstawiony został książę Józef Poniatowski na karym (czarnym) koniu, w tle oddział kawalerii.